# Death Is Fun
Death Is Fun är det amerikanska death metal-bandet Necrophagias första samlingsalbum. Albumet gavs ut 1994 av skivbolaget Red Stream, Inc.. Albumet återutgavs 2006 med två bonusspår.

## Låtförteckning
1. "Abomination" – 4:06
2. "Young Burial" – 2:04
3. "Black Apparition" – 5:16
4. "Chainsaw Lust" – 1:10
5. "Death Is Fun" – 0:47
6. "Intense Mutilation" – 0:49
7. "Autopsy on the Living Dead" – 2:17
8. "Witchcraft" – 2:49
9. "Power Through Darkness" – 1:48
10. "Young Burial" – 2:06
11. "Chainsaw Lust" – 1:07
12. "Autopsy on the Living Dead" – 2:05

Bonusspår på 2006-utgåvan
1. "Necrophagia" – 3:25
2. "Vomit" – 0:55

- Spår 1–3 tagna från Nightmare Continues (demo från 1986)
- Spår 4–7 tagna från en outgiven EP (1986)
- Spår 8–12 tagna från Power Through Darkness (demo från 1986)
- Spår 13, 14 tagna från The Hallow's Evil (Rehearsal) (demo inspelad 31 oktober 1985)

## Medverkande
Musiker (Necrophagia-medlemmar)
- Killjoy (Frank Pucci) – sång
- Larry Madison – gitarr
- Bill Bork (Bill James) – basgitarr
- Joe Blazer – trummor

Produktion
- Paul Booth – omslagskonst
- Mike Riddick – omslagskonst
- Drew Elliott – omslagskonst
- Patrick Tremblay – foto